# Pierre de Quiqueran de Beaujeu
Pour les articles homonymes, voir Beaujeu.
Pierre de Quiqueran de Beaujeu (Mouriès, 1522 - Paris, 1550), membre d'une des plus anciennes et illustres familles de la noblesse arlésienne et provençale, évêque de Senez (1546-1550) et écrivain provençal.

## Biographie

### Origines et famille
Issu de la branche aînée de la maison des Quiqueran, barons de Beaujeu, Pierre naît à Joyeuse Garde, une des propriétés familiales située à Mouriès, le 29 avril 1522, d'Antoine, baron de Beaujeu (fils aîné de Gaucher Ier et de Louise de Castellane), maître d'hôtel ordinaire de François Ier, consul de la ville d'Arles en 1512, 1518 et 1527, et d'Anne de Forbin (fille de  Louis, seigneur du Luc & de Solliers et de Marguerite de Grimaldi-Beuil).
Pierre a un frère aîné, Gaucher II, baron de Beaujeu, seigneur de Vaquières, Montroux et Ventabren, marié en 1542 à Catherine d'Oraison dont il a un seul fils, mort en bas âge, ce qui met fin à la branche aînée des Quiqueran de Beaujeu; et deux sœurs, Jeanne et Marguerite.

### Éducation et formation
À huit ans, à la mort de son père, sa mère l'envoie à Paris auprès de puissants protecteurs, pour entrer à leur service comme page. Il y reçoit l'enseignement des grands maîtres humanistes de la Renaissance : Turnèbe, Lazare Baïf, Denis Lambin et Guillaume Morel.  Après avoir étudié la Rhétorique, il voyage en Italie, et, à son retour, s'intéresse aux mathématiques, à la poésie, la botanique et aux Belles-lettres.

### Une vie de cour
Il vit dans la suite du cardinal de Tournon et des Du Bellay. Il fréquente ainsi la cour des rois de France, d’abord auprès de François Ier  puis d’Henri II.
En 1546, à l'âge de vingt-quatre ans, il reçoit l’évêché de Senez, étant de fait le premier évêque nommé par un roi de France, à la suite de la signature du concordat de Bologne entre le pape Léon X et François Ier.
Il meurt à Paris le 17 août 1550 d'une attaque d'apoplexie, sans avoir été sacré évêque, à l'âge de 28 ans. Il est inhumé dans l'église des Grands Augustins à Paris ; sa famille y fait construire un magnifique mausolée dont la décoration est confiée à deux célèbres sculpteurs, Jean Cousin et Jean Goujon. Ce mausolée a disparu.

## Œuvre
Il est connu pour son œuvre littéraire écrite en latin dont l'essentiel ne fut publié qu’après sa mort. On lui doit notamment:
- un poème sur le passage d’Hannibal en Gaule aux bords du Rhône, près de la ville d’Arles : De adventu Annibalis in adversam ripam Arelatensis agri hexametri centum, écrit vers 13 - 17 ans, imprimé à Paris in folio en 1539, réimprimé à Lyon après sa mort[4]

- et surtout un magnifique éloge de sa Patrie[5], curieux ouvrage sur la Provence et le Pays d'Arles du XVIe siècle : Petri Quiquerani Bellojocani, episcopi Senecensis de laudibus Provinciae, libre tres[6], trois volumes écrits entre 1546 & 1550, imprimés à Paris in-quarto en 1551, où il évoque à la fois la géographie, le climat, la faune, la flore, la gastronomie, les us et coutumes et l’histoire d’une région chère à son cœur et dans un desquels on trouve la plus ancienne mention de la race bovine camarguaise.